# Лейн, Джозеф
Джозеф Лейн (англ. Joseph Lane; 14 декабря 1801 — 19 апреля 1881) — американский политик, Cенатор от штата Орегон. Лейн начал политическую карьеру в палате представителей Индианы, представлявшим город Эвансвилл, жителем которого он являлся. Позже политик участвовал в американо-мексиканской войне, получив звание бригадного генерала. В 1849 году президент Джеймс Полк назначил Лейна первым губернатором территории Орегон. Когда Орегон был принят в состав США в качестве штата в 1859 году, Лейн избрался одним из двух первых сенаторов от этого штата.
На президентских выборах в США 1860 года Лейн выдвинут на пост вице-президента от южного крыла Демократической партии, поддерживавшего рабство вместе с Джоном Брекинриджем. Прорабовладельческие взгляды Лейна и его симпатии к Конфедерации в Гражданской войне фактически положили конец его политической карьере. Один из его сыновей впоследствии был избран членом Палаты представителей США, а внук — сенатором США, что сделало семью Лейнов одной из главных политических семей Орегона.

## Молодость
Джозеф Лейн родился в округе Банкомб в штате Северная Каролина 14 декабря 1801 года в семье английского происхождения с корнями в колониальной Вирджинии. Его отец, Джон Лейн, был ветераном войны за независимость. Семья Лейн переехала в Кентукки из Северной Каролины, когда Джозеф был ещё маленьким ребенком. Он ушел из дома в возрасте 15 лет и женился четыре года спустя. В 1820 году Лейн переехал в Эвансвилл, штат Индиана. У Лейна и его жены, Полли Харт Лейн, было 10 детей.
Лейн в значительной степени занимался самообразованием, также он работал и копил деньги, вскоре вложив их в покупку плоскодонной лодки, на которой он перевозил грузы вверх и вниз по реке Огайо, за чем последовал финансовый успех.
Лейн считался красноречивым оратором и был избран в Палату представителей Индианы в 1822 году в возрасте всего 21 года. Он представлял свой округ в этом органе с 1822 по 1823, с 1830 по 1833 и с 1838 по 1839 годы. Затем он был избран в Сенат штата Индиана, где служил с 1839 по 1840 и с 1844 по 1846 годы. Лейн также был избран капитаном местного ополчения несмотря на свой молодой возраст.

## Американо-мексиканская война
После начала американо-мексиканской войны в 1846 году Лейн оставил свое место в Сенате и записался в роту волонтеров Индианы, которая была приписана ко 2-му Индианскому добровольческому полку. В июне 1846 года Лейн стал полковником, а позже стал бригадным генералом.
В Мексике Лейн сражался с отличием, получил два незначительных огнестрельных ранения и получил временное звание генерал-майора в 1847 году. Он командовал бригадой Индианы в битве при Буэна-Висте, где служил под началом генерала и будущего президента Закари Тейлора.

## Губернатор территории Орегон
Как только Лейн вернулся из Мексики, президент Полк назначил его губернатором Территории Орегон. Он прибыл в Орегон 3 марта 1849 года после опасного зимнего путешествия по Орегонской тропе. По прибытии в Орегон-Сити Лейн распорядился провести первую перепись населения, которая показала, что на территории штата проживало в общей сложности 8785 американских граждан и 298 граждан других стран.
18 июня 1850 года Лейн ушел в отставку с поста губернатора в пользу нового назначенца. Примерно через год, 2 июня 1851 года он был избран делегатом от территории Орегон в Конгрессе как демократ. В мае 1853 года Лейн временно исполнял обязанности губернатора территории в течение трех дней после отставки Джона Гейнса от должности. Позже Лейн баллотировался на переизбрание в качестве делегата и победил, после чего выиграл еще два срока полномочий в качестве делегата на июньских выборах 1855 и 1857 годов. Впоследствии он был избран одним из первых двух сенаторов от Орегона, когда эта территория стала штатом.

## Участие в боевых действиях против индейцев
В 1853 году, после того как Лейн был переизбран на пост делегата, но до того, как он уехал в Вашингтон, округ Колумбия, он был назначен бригадным генералом, командующим отрядом добровольцев, сформированным для подавления недавнего насилия со стороны коренных американцев. Лейн повел отряд в южный Орегон, чтобы остановить нападения коренных американцев на поселенцев и шахтеров и был ранен в стычке у Тейбл-Рок, в долине Сэмс, недалеко от современных городов Медфорд и Сентрал-Пойнт. Также политик принимал активное участие в войнах на реке Рог в 1855–1856 годах.

## Кандидат в вице-президенты
В 1860 году Демократическая партия раскололась по вопросу о рабстве и поддерживающие рабство демократы с Юга покинули национальный съезд и выдвинули на выборах своих кандидатов: Джона Брекинриджа на пост президента и Лейна на пост вице-президента. Они заняли второе место и проиграли выборы Аврааму Линкольну. С поражением на выборах и началом Гражданской войны политическая карьера Лейна закончилась. Его прорабовладельческие взгляды вызвали споры в Орегоне, а его поддержка отделений штатов считалась совершенно неприемлемой.

## Поздние годы
В 1851 году Лейн занял земельный участок площадью 1 квадратную милю (2,6 км 2 ), расположенный к северу от Розберга. Позже он приобрел ранчо площадью 2000 акров (810 га), расположенное примерно в 11 милях (18 км) к востоку от этого города, которым он владел в течение нескольких лет, прежде чем продал его сыну. Лейн также построил дом с видом на реку Саут-Ампкуа; после своего срока полномочий в Сенате он вышел на пенсию в 1861 году. Хотя он открыто симпатизировал делу Конфедерации, политик оставался дома на своем ранчо, не участвовал в войне и не возвращался в политику после этой этого. Позже его обвиняли в содержании личного раба вплоть до 1878 года. Лейн был крещен как католик в 1867 году, но он отрекся от этой веры незадолго до своей смерти.

## Смерть и наследие
- Лейн умер у себя дома 19 апреля 1881 года. Его тело было похоронено в мемориальном саду Розберга. Дом дочери Лейна в этом же городе теперь является музеем, поддерживаемым Историческим обществом округа Дуглас[11]и включенным в Национальный реестр исторических мест[12].
- В честь Лейна назван одноимённый округ в штате Орегон[13].
- Сын Лейна, Лафайет Лейн[англ.], был конгрессменом с 1875 по 1877 год; другой сын, Джон Лейн, сражался в Гражданской войне за Конфедерацию. Внук Лейна, Гарри Лейн[англ.], был мэром Портленда, а затем сенатором с 1913 года до своей смерти в 1917 году[9].